# 東京24區
《東京24區》是於2022年1月5日至4月6日播映的日本原創電視動畫，製作公司為CloverWorks，導演為曾執導《JoJo的奇妙冒險》的津田尚克，系列構成、編劇是Nitro+的下倉Vio。

## 角色列表

### 主要人物
蒼生柊太（聲：榎木淳彌）
故事主角，一頭藍髮的青年，家裏經營位於24區的麵包店「蒼生麵包店」。經常鍛煉身體、運動神經過人。暗中以守護城鎮的英雄「Mr.24」活動著。蘭和弘樹的青梅竹馬。
朱城蘭（聲：內田雄馬）
故事主角，一頭紅髮的青年，領導於24區裏活動的藝術家組織「DoRed」。作為網絡紅人有一定的影響力。
翠堂弘樹（聲：石川界人）
故事主角，一頭綠髮的青年，24區内名門「翠堂財閥」的嗣子。自小接受英才教育、為人冷靜，在三人中常擔任領袖的角色。
櫻木麻里（聲：牧野由依）
故事女主角，24區內人氣御好燒店的服務生。研發了自己特製的御好燒「麻里特調」後就沒有遺憾了。

### 翠堂家
翠堂明日實（聲：石見舞菜香）
翠堂豪理（聲：楠大典）
翠堂香苗（聲：大原沙耶香）
黑葛川早紀子（聲：生天目仁美）

### DoRed
姬奈子（聲：兔丸七海）
苦無（聲：齊藤壯馬）
ヤマモリ（聲：伊丸岡篤）
樂奇（聲：喜多村英梨）

### 外地警備隊
筑紫涉（聲：中村悠一）
宍戶花奈（聲：花守由美里）
進藤薰（聲：江頭宏哉）

### 白樺家
白樺廣樹（聲：上田燿司）
白樺梢（聲：日高里菜）

## 製作人員
- 原作：Team 24
- 導演：津田尚克
- 副導演：高橋英俊
- 系列構成、編劇：下倉Vio（Nitro+）
- 人物原案：FiFS（曾我部修司）
- 人物設定：岸田隆宏
- 道具設計：高田晃
- 美術設定：塩澤良憲
- 美術監督：春日美波
- 色彩設計：中島和子
- 2D設計：久保田彩
- 特殊效果：清水彩香
- CG監督：宮地克明
- 攝影監督：佐久間悠也
- 編輯：三嶋章紀
- 音響監督：岩浪美和
- 音樂：深澤秀行
- 音樂制作：Aniplex
- 音樂製作人：山内真治
- 總製作人：瓜生恭子
- 製作企劃：鳥羽洋典
- 製作人：野村智香子、蔡愛蓮、東真央、北澤史隆、早野義人、外川明宏、田村智
- 動畫製作人：木田和哉
- 製作：CloverWorks

## 集數列表
| 集數    | 日文標題 | 中文標題     | 分鏡              | 演出                        | 作畫監督 | 總作畫監督         | 首播日期 （2022年） |
| ------- | -------- | ------------ | ----------------- | --------------------------- | --- | ------------------ | ------------------- |
| 第1話   | RGB      | RGB          | 津田尚克          | 津田尚克、高橋英俊 安川央里 | 森藤希子、藤澤俊幸、、 清水陽一、清水裕輔、伊藤公規、田村里美                                                                | 伊藤公規、田村里美 | 1月5日              |
| 第2話   |          | 深褐色·塗鴉  | 津田尚克          | 伊福覺志                    | Cindy H.Yamauchi、張昀、柳瀨譲二 、清水陽一、森藤希子                                                                        | 高田晃             | 1月12日             |
| 第3話   |          | 朝為紅顏     | 三浦貴博          | 兒玉亮                      | 前澤浩美、山村俊了、渡辺浩二 正木優太、關口亮輔、江崎稔                                                                      |                    | 1月19日             |
| 第4話   |          | 深灰色的城市 | 牛嶋新一郎        | 牛嶋新一郎                  | 森藤希子、、清水陽一、駒本藍子、柳瀨讓二 前澤弘美、藤澤俊幸、張昀、慧敏、明光                                                | 伊藤公規           | 1月26日             |
| 第5話   |          | 紅線         | 三浦貴博          | 高橋英俊                    | 笹川彌幸、劉淯源、關口亮輔、 森藤希子、清水陽一、清水裕輔、柳瀨讓二 岡崎洋美、張昀、慧敏、明光、                             | 高田晃             | 2月2日              |
| 第6話   |          | 翠色統治之下 | 山本茶茶          |                             | 池田結姬、水竹修治、耳浦朋彰、大塚八愛                                                                                       |                    | 2月9日              |
| 第7話   |          | 黃金日出     | 高橋英俊 安川央里 | 嘉村敬                      | 清水陽一、張昀、關口亮輔、柳瀨讓二、森藤希子、 伊藤公規、淺尾遥、、                                                          | 伊藤公規           | 2月23日             |
| 第8話   |          | 黑霧         | 三浦貴博          | 向山鶴美                    | 筱田優、中谷藍、、清水裕輔 關口亮輔、清水陽一、森藤希子、前澤弘美 張昀、柳瀨讓二、高田晃、、                                 | 高田晃             | 3月2日              |
| 第9話   |          | 銀白之鹽     | 今井友紀子        | 今井友紀子                  | 前澤弘美、正木優太、池津壽惠、迫江沙羅、豐增隆寬、中熊太一 關口亮輔、柳瀨讓二、森藤希子、清水陽一、三浦龍 清水裕輔、、張昀、 |                    | 3月9日              |
| 第9.5話 | 總集篇   | 總集篇       | 總集篇            | 總集篇                      | 總集篇 | 總集篇             | 3月16日             |
| 第10話  |          | 假面的坦白   | 伊藤智彥          | 兒玉亮                      | 山名秀和、川添亞希子、森藤希子、清水陽一、張昀、 柳瀨讓二、伊藤公規、                                                        | 伊藤公規           | 3月23日             |
| 第11話  |          | 加色混合     | 安川央里          | 安川央里                    | 笹川彌幸、劉淯源、岡崎洋美、前澤弘美、清水裕輔 清水陽一、森藤希子、柳瀨讓二、關口亮輔 淺尾遥、、張昀、                       | 不適用             | 3月30日             |
| 第12話  |          | 青春24區     | 三浦貴博          | 高橋英俊 三浦貴博           | 高橋道子、、澤井真紀、伊藤美奈 清水裕輔、森藤希子、關口亮輔、 清水陽一、前澤弘美、張昀、柳瀨讓二、篁馨 、                    |                    | 4月6日              |

## 外部連結
- 官方網站（日語）
- 東京24區的X（前Twitter）（日語）